# 堪察加州
堪察加州（羅馬化：Kamchatskaya oblast）是俄罗斯远东地区一个已不存在的州份，处于堪察加半島，与科里亚克自治区接壤。该地区的原住民是科里亚克族和伊捷尔缅族。面積472,300平方公里，人口358,801（2002年）。首府堪察加彼得罗巴甫洛夫斯克。
在第二次世界大战后，堪察加州被宣布为军事禁区，外地人，包括苏联公民不可以自由进出。这个法令直到1989年（针对俄罗斯公民）和1990年（针对外国人）才被废除。2003年10月25日公民投票決定，於2007年7月1日與科里亞克自治區合併成堪察加邊疆區。

## 行政區劃
堪察加州被分成7个区：
- 阿留申区
- 贝斯特拉亚区
- 米利科沃区
- 索博列沃区
- 乌斯季博利舍列茨克区
- 乌斯季堪察茨克区
- 叶利佐沃区

## 外部連接
- （英文） The Wonders of Kamchatka （页面存档备份，存于）
- （俄文） Commander Islands （页面存档备份，存于）
- （英文） Images from the Central Eurasian Information Resource （页面存档备份，存于） - University of Washington Digital Collection

55°00′N 159°00′E / 55.000°N 159.000°E